# John Weinzweig
John Jacob Weinzweig (ur. 11 marca 1913 w Toronto, zm. 24 sierpnia 2006 tamże) – kanadyjski kompozytor.

## Życiorys
Urodził się w rodzinie żydowskiej pochodzącej z Polski. Uczył się gry na mandolinie, fortepianie, tubie, saksofonie i kontrabasie. W latach 1934–1937 studiował na University of Toronto, uczył się też prywatnie dyrygentury u Reginalda Stewarta. Następnie podjął studia u Bernarda Rogersa w Eastman School of Music w Rochester, w 1938 roku uzyskując stopień Master of Arts. Wykładał w Toronto Conservatory of Music (1939–1943 i 1945–1960) oraz na University of Toronto (1952–1978). W 1951 roku jego staraniem utworzono Canadian League of Composers, którą kierował do 1957 roku. Opublikował książki John Weinzweig: His Words and His Music (Grimsby 1986) i Sounds and Reflections (Grimsby 1990).
Odznaczony Orderem Kanady w stopniu oficera (1974) i Order of Ontario (1988). Otrzymał Canadian Music Council Medal (1978), Molson Prize (1981) i Roy Thomson Hall Award (1991).

## Twórczość
Należał do prekursorów awangardy muzycznej w Kanadzie. Już pod koniec lat 30. XX wieku w swoich kompozycjach zaczął wykorzystywać technikę dodekafoniczną. Jego język muzyczny ukształtował się pod wpływem twórczości Strawinskiego, Berga i Schönberga. W późniejszym okresie zaczął wykorzystywać elementy jazzu, odszedł też od serializmu w kierunku eksperymentów sonorystycznych i wieloodcinkowej budowy utworów.

## Wybrane kompozycje
(na podstawie materiałów źródłowych)

### Utwory orkiestrowe
- Legend (1937)
- The Enchanted Hill (1938)
- Suita (1938)
- Spectre na kotły i smyczki (1938)
- A Tale of Tuamotu na fagot i orkiestrę (1939)
- Symfonia (1940)
- Rapsodia (1941)
- Interlude in an Artist’s Life na smyczki (1943)
- Our Canada (1943)
- Band- Hut Sketches (1944)
- Eage of the World (1946)
- 12 divertimenti (I na flet i smyczki 1946, II na obój i smyczki 1948, III na fagot i smyczki 1960, IV na klarnet i smyczki 1968, V na trąbkę, puzon i instrumenty dęte 1961, VI na saksofon altowy i smyczki 1972, VII na róg i smyczki 1979, VIII na tubę i orkiestrę 1980, IX na orkiestrę 1982, X na fortepian i smyczki 1988, XI na rożek angielski i smyczki 1990, XII na róg i fortepian 1993)
- Round Dance (1950)
- Koncert skrzypcowy (1951–1954)
- Symphonic Ode (1958)
- Koncert fortepianowy (1966)
- Koncert na harfę i orkiestrę kameralną (1967)
- Dummiyah (1969)
- Out of the Blues (1981)
- Jammin’ (1991)

### Utwory kameralne
- 3 kwartety smyczkowe (I 1937, II 1946, III 1962)
- Sonata skrzypcowa (1943)
- Fanfare na 3 trąbki, 3 puzony i perkusję (1943)
- Intermissions na flet i obój (1943)
- sonata wiolonczelowa Izrael (1949)
- Kwintet na instrumenty dęte drewniane (1964)
- Kwintet klarnetowy (1965)
- Around the Stage in 25 Minutes During Which a Variety of Instruments Are Struck na zespół perkusyjny (1970)
- Riffs na flet (1974)
- Contrasts na gitarę (1976)
- Pieces of 5 na kwintet dęty blaszany (1976)
- Refrains na kontrabas i fortepian (1977)
- 18 Pieces na gitarę (1980)
- 15 Pieces na harfę (1983)
- Music Centre Serenade na flet, róg, skrzypce i wiolonczelę (1984)
- Conversations na 3 gitary (1984)
- Cadenza na klarnet (1986)
- Birthday Notes na flet i fortepian (1987)
- Tremologue na altówkę (1987)
- Arctic Shadows na obój i fortepian (1991)
- Interplay na flet piccolo, tubę i fortepian (1998)
- Duo na 2 skrzypiec (1999)

### Utwory fortepianowe
- Spasmodia (1938)
- 2 suity (I 1939, II 1950)
- Swing a Fugue (1949)
- Melos (1949)
- Sonata (1950)
- Impromptus (1973)
- CanOn Stride (1986)
- Tango for 2 (1986, zrewid. 1987)
- Micromotions (1988)
- 3 Pieces (1989)
- Duologue na 2 fortepiany (1990)
- Diversions (1994)
- Netscapes (2000)
- Playnotes (2000)
- Swing Time (2000)

### Utwory organowe
- Improvisations on an Indian Tune (1942, zrewid. 1980)

### Utwory wokalno-instrumentalne
- Am Yisrael Chai! na chór i fortepian (1952)
- Wine of Peace na sopran i orkiestrę (1957)
- Trialogue na sopran, flet i fortepian (1971)
- Private Collection na sopran i fortepian (1975)
- Prologue to a Tango na mezzosopran i 4 skrzypiec (2002)

### Balety
- The Whirling Dwarf (1939)
- Red Ear of Corn (1949)